# Aníbal Ruiz
Aníbal "Maňo" Ruiz Leites (Salto, 30 december 1942 – Veracruz, 10 maart 2017) was een Uruguayaans voetballer en voetbalcoach. Hij was onder meer bondscoach van het Paraguayaans voetbalelftal.

## Loopbaan
Ruiz begon in 1976 zijn trainerscarrière bij Club Nacional als assistent-trainer. In 1985 was hij voor het eerst hoofdtrainer, bij de Paraguayaanse club Olimpia Asunción. Zijn meest aansprekende resultaten betroffen het winnen van de Supercopa Sudamericana met Olimpia Asunción in 1991 en het kwalificeren voor het WK voetbal 2006 met het Paraguayaans voetbalelftal. In 1992 was hij al eens bondscoach van het Salvadoraans voetbalelftal.
"Maňo" stond bekend om zijn defensieve speelwijze die hem in 2005 de South American Coach of the Year-award opleverde.

## Clubs als trainer
- 1976 Club Nacional- Assistent trainer
- 1977 Danubio FC - Assistent trainer
- 1978 Defensor Sporting - Assistent trainer
- 1979 Olimpia Asunción - Assistent trainer
- 1980 Newell's Old Boys - Assistent trainer
- 1981 Peñarol - Assistent trainer
- 1982 Olimpia Asunción - Assistent trainer
- 1983 Atlético Nacional - Assistent trainer
- 1984 River Plate - Assistent trainer
- 1985 Olimpia Asunción
- 1986 Atlético Nacional
- 1987 Olimpia Asunción
- 1988 Montevideo Wanderers
- 1989-1990 Necaxa
- 1991 Deportivo Quito
- 1991 Olimpia Asunción
- 1992 Salvadoraans voetbalelftal - Bondscoach
- 1992-1993 UAG Tecos
- 1993-1996 CD Veracruz
- 1996-1997 Puebla FC
- 1997-1998 Club León
- 1998-2000 UAT Correcaminos
- 2000-2001 Club Guaraní
- 2001 Olimpia Asunción
- 2002-2006 Paraguayaans voetbalelftal - Bondscoach
- 2006 CD Veracruz
- 2008 Club Sport Emelec
- 2008 Cúcuta Deportivo
- 2010 Universidad San Martín de Porres